# Голливудская история
«Голливудская история» (англ. Hollywood Story) — американский нуаровый триллер режиссёра Уильяма Касла, вышедший на экраны в 1951 году.
Сценаристы Фредерик Брэйди и Фредерик Конер написали сценарий по мотивам реального убийства голливудского режиссёра Уильяма Десмонда Тейлора 1 февраля 1922 года. История рассказывает о кинопродюсере, который снимает фильм о нераскрытом убийстве голливудского режиссёра, которое произошло 21 год назад, и одновременно ведёт расследование этого убийства.
Многие критики отмечали очевидное влияние на фильм чрезвычайно успешной науровой драмы Билли Уайлдера «Бульвар Сансет» (1950), сюжет которой также вращался вокруг внутренней кухни Голливуда и эпохи немого кино. В частности, кинокритик Деннис Шварц написал: «Фильм пытается использовать успех похожего современного фильма о немом кино „Бульвар Сансет“, который вышел на экраны в 1950 году». Теме Голливуда были посвящены также такие успешные фильмы начала 1950-х годов, как «Всё о Еве» (1950), «Злые и красивые» (1952) и «Звезда» (1952).
Согласно изданию Hollywood Reporter от 15 декабря 1950 года, в фильме снимались многие звёзды немого кино, среди них Фрэнсис Бушмен, Бетти Блайт, Уильям Фарнум и Хелен Гибсон.

## Сюжет
Успешный театральный продюсер из Нью-Йорка Ларри О’Брайен (Ричард Конте) в 1950 году приезжает в Голливуд с намерением стать кинопродюсером. В аэропорту его встречает старый школьный товарищ, агент по работе с актёрами Митч Дэвис (Джим Бакус). Митч привозит Ларри на заброшенную студию времён немого кино «Нэшнл артистс», которую Ларри планирует использовать как базу для создания своего первого фильма. Пожилой охранник показывает им студию, и среди прочих объектов, офис знаменитого режиссёра немого кино Франклина Феррары. В этом офисе Феррара был застрелен в 1929 году, и это преступление так и не было раскрыто. Охранник рассказывает, что в убийстве подозревалось несколько человек, близких Ферраре, среди них молодой перспективный актёр Роланд Пол, однако никаких обвинений против него выдвинуто не было. Звездой студии в то время была Аманда Руссо, карьера которой быстро сошла на нет из-за слухов о её романе с Роландом. Ларри загорается идеей снять фильм об этом убийстве. Вопреки возражениям Митча, Ларри погружается в изучение подробностей жизни Феррары — читает газетную хронику в библиотеке, смотрит все его фильмы, а также беседует с ветеранами кино, которые работали с Феррарой и посещает места, связанные с его жизнью, в том числе, встречается со настоятелем церкви, которую посещала семья Феррары. С помощью Митча Ларри находит сценариста фильмов Феррары, Винсента Сент Клера (Генри Халл), который за 21 год после убийства режиссёра не написал ни одного сценария, превратился в пьяницу и живёт в заброшенном доме на городской окраине. Ларри предлагает ему стать сценаристом своего фильма, предлагая солидный гонорар. Вскоре весь Голливуд начинает говорить о проекте Ларри, и на старой студии вновь закипает жизнь: Ларри приглашает звёзд немого кино на пробы для участия в своём фильме. Однажды вечером, работая над материалами убийства, Ларри обращает внимание на то, что в ночь убийства у Феррары было трое гостей: Аманда Руссо, Роланд Пол, а также его личный секретарь Чарльз Родео, который по слухам, был братом Феррары, и сразу после убийства исчез, прихватив крупную сумму денег. На следующий день к Ларри приходит лейтенант полиции Бад Леннокс (Ричард Иган), который заявляет, что поиски убийцы Феррары не закончены и предлагает Ларри свою помощь в изучении этого дела. Вслед за ним на студию приезжает главный финансист проектов Ларри, Сэм Коллиер (Фред Кларк), который требует, чтобы Ларри немедленно остановил работу над фильмом и занялся чем-либо, гарантирующим финансовый успех. Когда Ларри настаивает на своём, Сэм отказывается давать ему деньги, но позднее по телефону извиняется перед ним и предлагает свою поддержку. Вечером, когда Ларри работает в офисе Феррары, кто-то стреляет в него через окно, но не попадает. 
Вскоре на пороге появляется дочь Аманды, Сэлли Руссо (Джули Адамс). Она специально приехала с восточного побережья, чтобы уговорить Ларри отказаться от картины и не теребить старые раны, боясь, что это может вредно сказаться на здоровье её матери. Ларри решает проследить за Амандой, и выясняет, что она встречается с Роландом Полом. На следующее утро Ларри спрашивает её о Поле. Она отвечает, что хотя большинство людей полагает, что именно Пол убил Феррару, но она в это не верит. Ларри также выясняет, что Сэм в своё время Пол партнёром Феррары и, после его смерти уволил Сент Клера за плохой сценарий. Неожиданно Ларри звонит Чарльз Родео, предлагая продать ему за солидное вознаграждение информацию об убийстве Феррары. Ларри приезжает в условленное место в гостинице, предварительно попросив Сэлли вызвать полицию, если он в условленное время не вернётся со встречи. Войдя в гостиничный номер, Ларри получает удар по голове и теряет сознание, так и не увидев нападавшего. Придя в себя, он обнаруживает тело убитого Родео, рядом с которым лежит записка «GR1466». Вскоре появляется полиция, и Ларри отдаёт записку Баду Ленноксу. На следующий день Ларри приходит на съёмочную площадку, где Пол играет эпизодическую роль, чтобы расспросить его о Родео. Когда там же появляется Леннокс с целью арестовать Пола, тот срывается среди декораций и убегает. Вскоре Сэлли сознаётся Ларри, что Пол — её отец и был женат на Аманде, но их брак хранился в тайне, потому что студия считала, что женаты статус может повредить карьерам обоих. Но затем Аманда полюбила Феррару и развелась с Полом. Ларри возвращается в офис, где выясняет, что «GR1466» — это старый телефонный номер Сэма Коллиера. Затем Ларри обнаруживает в барабане механического пианино отверстие, и, развернув барабан, находит в нём пулю 32 калибра, которой был убит Феррара. Зная, что у Сэма был пистолет того же калибра, он допрашивает своего партнёра, который признаёт, что Феррара был убит из его пистолета. Сэм рассказывает Ларри, как его пытались подставить в этом убийстве: сначала кто-то украл его пистолет, затем, когда Феррара в панике позвонил ему, Сэм прибежал в его офис, но обнаружил, что Феррара уже мёртв, а любовные письма Сэма к Аманде были выложены у него на письменном столе. Затем Сэм говорит, что молчал об этом, потому что думал, что это Аманда убила Феррару. Затем он предаёт Ларри семейный медальон, который перед смертью держал в руках Феррара. Ларри едет показать медальон настоятелю церкви, а затем приглашает Леннокса, Сэлли и Сент Клера в свой офис.
Ещё до приезда Леннокса Ларри сообщает, что раскрыл оба убийства. По его словам, Феррару убил его брат Филипп, он же убил Родео, который мог его разоблачить. Ларри говорит, что догадался обо всём благодаря медальону Феррары, на котором изображён покровитель его семьи — Сент Клер. Ларри утверждает, что Сент Клер, который сам не обладал никакими писательскими способностями, убил своего брата, который писал за него сценарии, из зависти и ревности, а затем подставил Сэма, который унизил его увольнением. В этот момент Сент Клер достаёт оружие и угрожая Ларри оружием, выбегает на территорию студии. Он стреляет в подходящего к офису Леннокса и убегает. Ларри берёт у раненого детектива пистолет и преследует Сент Клера, в итоге в перестрелке, убивая его на том самом месте, где и его брат был убит 21 год назад… Несколько месяцев спустя фильм Ларри выходит на экраны и становится хитом, а сам Ларри женится на Сэлли.

## В ролях
- Ричард Конте — Ларри О’Брайен
- Джули Адамс — Сэлли Руссо / Аманда Руссо
- Ричард Эган — лейтенант полиции Бад Леннокс
- Генри Халл — Винсент Сент Клер
- Фред Кларк — Сэм Коллиер
- Джим Бакус — Митч Дэвис
- Пол Кэвэна — Роланд Пол
- Фрэнсис Бушмен — в роли самого себя (актёр немого кино на пенсии)
- Хелен Гибсон — в роли самой себя (актриса немого кино на пенсии)

## История создания фильма
Согласно информации Американского киноинститута, в основу этого фильма положена реальная история нераскрытого убийства известного голливудского режиссёра Уильяма Десмонда Тейлора, который был застрелен в своём кабинете 1 ноября 1922 года. Согласно современным источникам, руководители студии «Парамаунт», только что пережившие скандал, связанный с обвинение в убийстве их актёра Роско «Фэтти» Арбакла, решили скрыть улики, чтобы избежать разглашения фактов личной жизни Тейлора, который был бисексуалом, алкоголиком и наркоманом. Две актрисы, Мери Майлс Минтер и Мэйбл Норманд, были романтически связаны с режиссёром и посещали его в ночь его смерти, но после его гибели их карьеры быстро пришли в упадок. Как и в «Голливудской истории», у Тейлора был камердинер, против которого также были выдвинуты обвинения в воровстве. Камердинер исчез незадолго до смерти Тейлора и так и не был найден полицией. Хотя более трёхсот человек созналось в убийстве Тейлора, и анализу убийства было посвящено несколько книг и множество статей, обвинений выдвинуто не было, и убийство так и осталось не раскрытым.

## Оценка критики
Кинокритики оценили фильм неоднозначно. Сразу после выхода фильма Босли Кроутер в «Нью-Йорк таймс» назвал фильм «последовательной демонстрацией провала хорошей идеи,… с провалом идеи, картина тоже проваливается». Отметив, «что голливудский фон в картине достаточно красив», а «идея увлекательна», он указал, что «история сама по себе — это провал». С другой стороны, кинокритик Деннис Шварц назвал картину «довольно увлекательным криминальным триллером, сюжет которого бросает взгляд на немых звёзд Голливуда». Крейг Батлер также в целом позитивно оценил фильм, написав, что «хотя „Голливудская история“ далека от фильма, который её вдохновил („Бульвар Сансет“), это на удивление увлекательный малый нео-нуаровый триллер».
Продолжая тему тематических особенностей фильма, критик Хэл Эриксон отмечает, что «этот детектив с убийством в столице кино экономично использует в качестве декораций саму студию „Юнивёрсал“». Деннис Шварц отмечает, что фильм бросает «правдоподобный приятный взгляд на эпоху немого кино и на некоторых „немых“ звёзд, которые появляются в камео-ролях и произносят несколько слов, среди них Хелен Гибсон и Фрэнсис Бушмен». С этим мнением согласен и Эриксон: «Фильму придаётся правдоподобность введением нескольких звёзд немого кино, среди них Уильям Фарнум и Фрэнсис Бушмен».
Режиссёрская работа Уильяма Касла была оценена в целом положительно. Крейг Батлер указывает, что «в значительной степени успех фильма обеспечивает режиссёр Уильям Касл», продолжая, что «его работа здесь гладкая, профессиональная и чистая, история рассказана без суеты, он внимательно следит за тем, чтобы всё играло, чтобы зритель был всё время заинтересован». Шварц назвал постановку Касла «уверенной», а Эриксон — «точной».
Наиболее слабым местом фильма признаётся его сценарий. Кроутер пишет, что «сценаристы Фредерик Конер и Фред Брейди приготовили в качестве сюжета… довольно рутинный набор детективных клише, которые складываются в глупое и не очень увлекательное раскрытие убийства». Батлер считает, что «основа истории — хорошая, даже если авторы и не реализуют её с величайшим мастерством». При этом он отмечает, что «в сценарии есть несколько дыр, которые Касл просто перепрыгивает или действует так, как будто их там нет, а если и есть, то это не имеет значения». Батлер подводит итог словами: «Финал истории с точки зрения атмосферы не стыкуется со всем тем, что ему предшествует».
Актёрская игра была оценена в целом положительно. Кроутер пишет, что «Ричард Конте работает упорно, с твёрдым и жестоким выражением лица». Батлер также считает, что «Конте довольно хорош в качестве продюсера, ставшего детективом,… на Джули Адамс очень приятно смотреть как на женщину, в которую он влюбляется, … а камео-роли настоящих артистов немого экрана добавляют определённый шарм происходящему». С другой стороны, роль главной героини осталась недостаточно проработанной. Кроутер пишет, что «Джули Адамс, которая играет дочь любимой звезды убитого режиссёра, видимо, введена в картину более для физической красоты, чем для сюжета». Шварц считает, что «единственное, чему не удалось гладко вписаться в фильм, это роману между Адамс и Конте», которые «заканчивают свадьбой в конце фильма в неудачной попытке сделать эту мрачную историю более светлой».